# Haplochromis aeneocolor
Espèce
Statut de conservation UICN

 VU D2 : Vulnérable
Haplochromis aeneocolor ou Astatotilapia aeneocolor est une espèce de poisson appartenant à la famille des Cichlidés.

## Répartition
Cette espèce endémique est endémique du lac Georges et du canal de Kazinga en Ouganda.